# Astydameja (córka Pelopsa)
Astydameja (gr. Αστυδάμεια Astydámeia, łac. Astydameia) – w mitologii greckiej królewna.
Uchodziła za córkę Pelopsa i Hippodamei oraz siostrę Atreusa, Tiestesa, Plejstenesa. Z Alkajosem, który był jej mężem, miała Amfitriona, Anakso i Perimede.